# Hans Sÿz
Hans G. Sÿz (* 15. Oktober 1891 in Alameda, Kalifornien; † 23. Dezember 1954 in Zürich) war ein Schweizer Tennisspieler.

## Leben
Sÿz nahm sowohl an den Olympischen Spielen 1920 in Antwerpen als auch an den Spielen 1924 in Paris teil. Bei beiden Gelegenheiten trat er im Einzel und Doppel an. Sein bestes Ergebnis erreichte er 1924, als er im Herrendoppel gemeinsam mit Pablo Debran die Auftakthürde überstand. Die anderen Male schied er stets zum Auftakt aus.
Sÿz nahm sonst ausschliesslich an Turnieren in der Schweiz und Südfrankreich teil, ohne dort grosse Erfolge zu erzielen. Bei bedeutenden Turnieren trat er nicht mehr in Erscheinung. Seine letzte Turnierteilnahme ist aus dem Jahr 1926 überliefert.
Sÿz war Jurist und veröffentlichte 1917 das Buch Die Kollektivgesellschaft des schweizerischen Obligationenrechts im Vergleiche mit der offenen Handelsgesellschaft des deutschen Handelsgesetzbuches. 1921 promovierte er in Rechtswissenschaften an der Universität Genf. Allerdings wird auch die Universität Heidelberg als sein Studienort genannt. Er war seit 1927 Mitglied und seit 1929 Präsident des Verwaltungsrats der Linoleum Aktiengesellschaft in Giubiasco, im Tessin, und ebenfalls seit 1929 Mitglied des Verwaltungsrats der Continental Linoleum Union. Zudem war er Präsident des Verwaltungsrats der Treuhand- und Revisionsgesellschaft «Indep». Er starb im Alter von 63 Jahren in Zürich.

## Werke
- Hans G. Syz: Die Kollektivgesellschaft des schweizerischen Obligationenrechts im Vergleiche mit der offenen Handelsgesellschaft des deutschen Handelsgesetzbuches. Heidelberg 1917.